# Disyunción lógica
En razonamiento formal y lógica proposicional, una disyunción lógica ({\displaystyle \lor }) (también conocido como disyunción incluyente, disyunción débil o disyunción inclusiva) entre dos proposiciones es un conector lógico, cuyo  valor de la verdad resulta en falso solo si ambas proposiciones son falsas, y en cierto de cualquier otra forma. Existen diferentes contextos donde se utiliza la disyunción lógica. 
En lenguajes formales, la palabra "o" se utiliza en español para simbolizar una disyunción lógica, en inglés se utiliza "or". Se debe distinguir entre el "o" inclusivo y el  "o" exclusivo; este artículo se refiere al "o" inclusivo. La noción equivalente en la teoría de conjuntos es la unión ({\displaystyle \cup }). En álgebra Booleana, la disyunción como operador binario entre dos variables se representa con el símbolo de más (+).
En electrónica, una puerta OR es una puerta lógica que implementa la disyunción lógica.

## Lógica de proposiciones
Siendo {\displaystyle {\mathcal {P}}} el conjunto de proposiciones, y {\displaystyle a,b,c,d,\dots } proposiciones de {\displaystyle {\mathcal {P}}}, se puede definir la operación binaria: disyunción, por la que a una variable {\displaystyle c\,} de {\displaystyle {\mathcal {P}}} se le asigna el valor de la disyunción del par ordenado de las variables {\displaystyle (a,b)} de {\displaystyle {\mathcal {P}}\times {\mathcal {P}}}.
{\displaystyle {\begin{array}{rccl}\lor :&{\mathcal {P}}\times {\mathcal {P}}&\longrightarrow &{\mathcal {P}}\\&(a,b)&\mapsto &c=\lor (a,b)\;\equiv \;c=a\lor b\end{array}}}

## Definición
Dado un conjunto universal U formado por los elementos falso: F y verdadero: V:
{\displaystyle U=\{F,V\}}
y una operación binaria interna disyunción {\displaystyle \lor }, que representaremos {\displaystyle (U,\lor )}:
{\displaystyle {\begin{array}{rccl}\lor :&\;U\times U&\to &U\\&(a,b)&\to &c=a\lor b\end{array}}}
por la que definimos una aplicación que a cada par ordenado (a,b) de U por U se le asigna un c de U.
{\displaystyle \forall (a,b)\in U\times U\,:\quad \exists !c\in U\;/\quad c=a\lor b}
Para todo par ordenado (a,b) en U por U, se cumple que existe un único c en U, tal que c es el resultado de la disyunción lógica a y b.
Para dos entradas a y b, la tabla de la verdad de la función disyuntiva es también la disyunción {\displaystyle \lor }, cuando hay dos elementos en dos conjuntos que integran una proposición. La tabla de la verdad es:
{\displaystyle {\begin{array}{|c|c||c|}\hline a&b&a\lor b\\\hline F&F&F\\V&F&V\\F&V&V\\V&V&V\\\hline \end{array}}}
Más generalmente, la disyunción es una fórmula lógica que puede consistir en una o más literales separadas mediante o. Si existe una sola literal se le considera disyunción degenerada.

## Símbolo
En la literatura especializada varía el símbolo matemático de la disyunción lógica. Además de utilizar o, comúnmente se usa el símbolo en forma de v (V). Por ejemplo: a ∨ b significa a o b. 
Todas las expresiones siguientes son disyunciones:
a ∨ b
¬a ∨ b
a ∨ ¬b ∨ ¬c ∨ d ∨ ¬e
La noción equivalente en teoría de conjuntos es la unión de conjuntos.

## Propiedades
La disyunción lógica presenta las siguientes propiedades:
- 1. La ley asociativa:

{\displaystyle \forall a,b,c\in U:\;(a\lor b)\lor c=a\lor (b\lor c)}
- 2. Existencia del elemento neutro:

{\displaystyle \forall a\in U:\;a\lor F=a}
- 3. La ley conmutativa:

{\displaystyle \forall a,b\in U:\;a\lor b=b\lor a}
- 4. Ley distributiva de la disyunción respecto a la conjunción:

{\displaystyle \forall a,b,c\in U:\;a\lor (b\land c)=(a\lor b)\land (a\lor c)}
- 5. Existe elemento complementario:

{\displaystyle \forall a\in U;\;\exists \lnot {a}\in U:\;a\lor \lnot {a}=V}
- 6. Existe elemento absorbente:

{\displaystyle \forall a\in U:\;a\lor V=V}

## Operación con bits
A menudo se utiliza la disyunción en operaciones con bits. Por ejemplo:
- Cero o cero:

{\displaystyle 0\lor 0=0\quad \longleftrightarrow \quad {\begin{array}{cc}&0\\\lor &0\\\hline &0\\\end{array}}}
- Cero o uno:

{\displaystyle 0\lor 1=1\quad \longleftrightarrow \quad {\begin{array}{cc}&0\\\lor &1\\\hline &1\\\end{array}}}
- Uno o cero:

{\displaystyle 1\lor 0=1\quad \longleftrightarrow \quad {\begin{array}{cc}&1\\\lor &0\\\hline &1\\\end{array}}}
- Uno o uno:

{\displaystyle 1\lor 1=1\quad \longleftrightarrow \quad {\begin{array}{cc}&1\\\lor &1\\\hline &1\\\end{array}}}
- Para cuatro bits:

{\displaystyle 1010\lor 1100=1110\quad \longleftrightarrow \quad {\begin{array}{ccccc}&1&0&1&0\\\lor &1&1&0&0\\\hline &1&1&1&0\\\end{array}}}
Nótese que en ciencias computacionales el operador puede utilizar o para llevar un bit a 1 aplicando una operación o entre el bit y un 1.

## Unión
En términos de la disyunción lógica, la unión utilizada en teoría de conjuntos se define así: x ∈ A ∪ B si y sólo si  (x ∈ A) ∨ (x ∈ B). Debido a esta condición la disyunción lógica satisface muchas de las identidades que se verifican mediante la unión de la teoría de conjuntos, tales como asociatividad, conmutatividad, distributividad y las leyes de De Morgan.

## Nota
Como condición necesaria a la definición de x + y, siguiendo una analogía muy similar a la empleada en matemáticas ordinarias, Boole estableció que x e y fuesen mutuamente exclusivas. Jevons, y prácticamente todos los matemáticos lógicos sucesivos, abogaron, en varias disciplinas, por una definición de «adición lógica» de tal modo que no requiera exclusividad mutua.